# Джонсвілл (Південна Кароліна)
Джонсвілл (англ. Jonesville) — місто (англ. town) в США, в окрузі Юніон штату Південна Кароліна. Населення — 852 особи (2020).

## Географія
Джонсвілл розташований за координатами 34°50′2″ пн. ш. 81°40′57″ зх. д. / 34.83389° пн. ш. 81.68250° зх. д. (34.833942, -81.682379).  За даними Бюро перепису населення США в 2010 році місто мало площу 2,65 км², з яких 2,63 км² — суходіл та 0,02 км² — водойми.

## Демографія
Згідно з переписом 2010 року, у місті мешкало 911 осіб у 421 домогосподарстві у складі 256 родин. Густота населення становила 344 особи/км².  Було 512 помешкання (193/км²).
Расовий склад населення:
| - 65,4 % — білих - 32,6 % — чорних або афроамериканців - 0,2 % — корінних американців |

До двох чи більше рас належало 1,2 %. Частка іспаномовних становила 1,9 % від усіх жителів.
За віковим діапазоном населення розподілялося таким чином: 20,0 % — особи молодші 18 років, 61,8 % — особи у віці 18—64 років, 18,2 % — особи у віці 65 років та старші. Медіана віку мешканця становила 44,7 року. На 100 осіб жіночої статі у місті припадало 84,0 чоловіків;  на 100 жінок у віці від 18 років та старших — 81,3 чоловіків також старших 18 років.
Середній дохід на одне домашнє господарство  становив 27 556 доларів США (медіана — 17 273), а середній дохід на одну сім'ю — 34 706 доларів (медіана — 28 529). За межею бідності перебувало 43,2 % осіб, у тому числі 57,8 % дітей у віці до 18 років та 20,1 % осіб у віці 65 років та старших.
Цивільне працевлаштоване населення становило 191 особа. Основні галузі зайнятості: освіта, охорона здоров'я та соціальна допомога — 24,1 %, виробництво — 23,0 %, роздрібна торгівля — 17,8 %, мистецтво, розваги та відпочинок — 16,8 %.